# Priscila Chinchilla
Priscila Chinchilla Chinchilla (Pérez Zeledón, 11 de julio de 2001) es una futbolista costarricense que juega de mediocampista en el Zenit de San Petersburgo del Campeonato Ruso.
Nombrada como jugadora más valiosa en los Juegos Deportivos Nacionales en 2017 con Perez Zeledón, desde entonces ha sido jugadora de Arenal Coronado, Moravia y Alajuelense FF donde demostró su calidad goleadora. Anotó 87 goles y ganó 3 títulos.
Actualmente en Escocia lleva 31 goles en 55 partidos siendo galardonada  jugadora del mes en repetidas ocasiones y ganadora de premio mejor jugadora de Escocia.

En 2017, Chinchilla debutó con la selección mayor femenina de Costa Rica a los 16 años de edad.
En el Campeonato Femenino Sub-17 de la Concacaf de 2018, jugó tres partidos para la selección y anotó dos goles.

## Clubes
| Club                     | País       | Año           |
| ------------------------ | ---------- | ------------- |
| Suva Sports              | Costa Rica | 2016          |
| Arenal de Coronado       | Costa Rica | 2016          |
| A. D. Moravia            | Costa Rica | 2017          |
| CODEA Alajuela           | Costa Rica | 2018          |
| L. D. Alajuelense        | Costa Rica | 2018-2020     |
| Glasgow City F. C.       | Escocia    | 2021-2023     |
| Club Pachuca             | México     | 2023-2024     |
| Zenit de San Petersburgo | Rusia      | 2024-presente |

## Palmarés

### Títulos nacionales
| Título                         | Club                     | País       | Año  |
| ------------------------------ | ------------------------ | ---------- | ---- |
| Primera División de Costa Rica | A. D. Moravia            | Costa Rica | 2017 |
| Primera División de Costa Rica | L. D. Alajuelense        | Costa Rica | 2019 |
| Scottish Premier League        | Glasgow City F. C.       | Escocia    | 2021 |
| Scottish Premier League        | Glasgow City F. C.       | Escocia    | 2023 |
| Campeonato Ruso                | Zenit de San Petersburgo | Rusia      | 2024 |

### Títulos internacionales
| Título                       | Club                           | País              | Año  |
| ---------------------------- | ------------------------------ | ----------------- | ---- |
| Copa Interclubes de la Uncaf | A. D. Moravia                  | Nicaragua         | 2017 |
| UNCAF                        | Selección sub-20 de Costa Rica | Trinidad y Tobago | 2018 |

### Distinciones individuales
| Distinción                                                | Año  |
| --------------------------------------------------------- | ---- |
| Mejor jugadora de los Juegos Deportivos Nacionales        | 2017 |
| Goleadora de la Primera División de Costa Rica (24 goles) | 2018 |
| Goleadora de la Primera División de Costa Rica (33 goles) | 2019 |
| Jugadora del año de la Scottish Premier League            | 2022 |